# Bussarde
Bussarde (Buteo) sind eine Gattung mittelgroßer Greifvögel aus der Familie der Habichtartigen. Bussarde sind fast überall auf der Welt verbreitet, außer in Australien.

## Wortherkunft
Der Name wurde aus dem Französischen entlehnt (frz. busard = die Weihe, von lat. buteo = „Mäusefalke“, Bussard). Vordem hieß der Vogel ahd. musari, mhd. mus-ar, mnd. muser „Mäuseaar“ = „Mäuseadler“.
Die gelegentlich anzutreffende Übersetzung des lateinischen buteo als „Mäusefalke“ ist irreführend, falls damit tatsächlich der Mäusebussard bezeichnet wurde: Zwischen Bussarden und Falken, die nach neueren DNA-Untersuchungen systematisch nicht mehr in die Ordnung der Greifvögel gestellt werden, besteht keine nähere Verwandtschaft.

## Beschreibung
Bussarde sind breitflügelige, kurzschwänzige Schwebeflieger, deren Gefieder je nach Art sehr unterschiedlich gefärbt sein kann. Im Aussehen ähneln sie der Gattung Aquila (Echte Adler), unterscheiden sich jedoch durch die geringere Größe und weitere Merkmale.
Der Schnabel ist vergleichsweise kurz und von Anfang an gebogen. Nur drei bis vier der äußeren Handschwingen haben an der Innenfahne eine deutliche Verengung. Die Beine sind beim Großteil der Arten unbefiedert, vier Arten weisen eine Befiederung der Rückseite auf. Das Gefieder ist oft auf der Unterseite quergebändert.
Die Weibchen sind meist etwas größer als die Männchen, dieser Sexualdimorphismus ist weniger stark ausgeprägt als bei der Gattung Accipiter (Habichte und Sperber); Farbdimorphismus und -polymorphismus sind häufig.

## Lebensweise
Bis auf wenige Ausnahmen sind Bussarde wenig spezialisierte Jäger von Kleinsäugern (besonders Mäuse), Reptilien und Amphibien. Zum Nahrungsspektrum von Bussarden zählen außerdem gelegentlich Vögel, Regenwürmer, Insekten und Fallwild (Aas).
Als tagaktive Grifftöter schlagen Bussarde ihre Beute fast immer am Boden. Vorher lauern sie Beutetieren entweder von einem Ansitz aus auf, oder gehen vom Segelflug (bei dem sie wie Segelflugzeuge die Thermik nutzen) und kurzem Rüttelflug (bei Mäuse- und Raufußbussard) in den Sturzflug über.
In Mitteleuropa brütende Vögel überwintern teils im Mittelmeerraum, während zugezogene Bussarde, wie der Raufußbussard, die aus Nordosteuropa kommen, Mitteleuropa als Winterquartier nutzen.

## Systematik und Verbreitung
Die Gattung der Echten Bussarde (Buteo) umfasst 29 Arten, jedoch ist bei einigen Unterarten die Anerkennung als eigenständige Art Gegenstand wissenschaftlicher Diskussionen.
Mit Ausnahme der Australis ist die Gattung weltweit verbreitet, die größte Artenvielfalt besteht in der Neotropis.
In Mitteleuropa brüten nur zwei Arten dieser Gattung: Der Mäusebussard (Buteo buteo) und der Adlerbussard (Buteo rufinus). Der hochnordische Raufußbussard (Buteo lagopus) erscheint regelmäßig als Wintergast; der Wespenbussard ist kein Mitglied der Gattung Buteo, sondern gehört der Gattung Pernis an.

### Arten
- Graubussard (Buteo plagiatus)

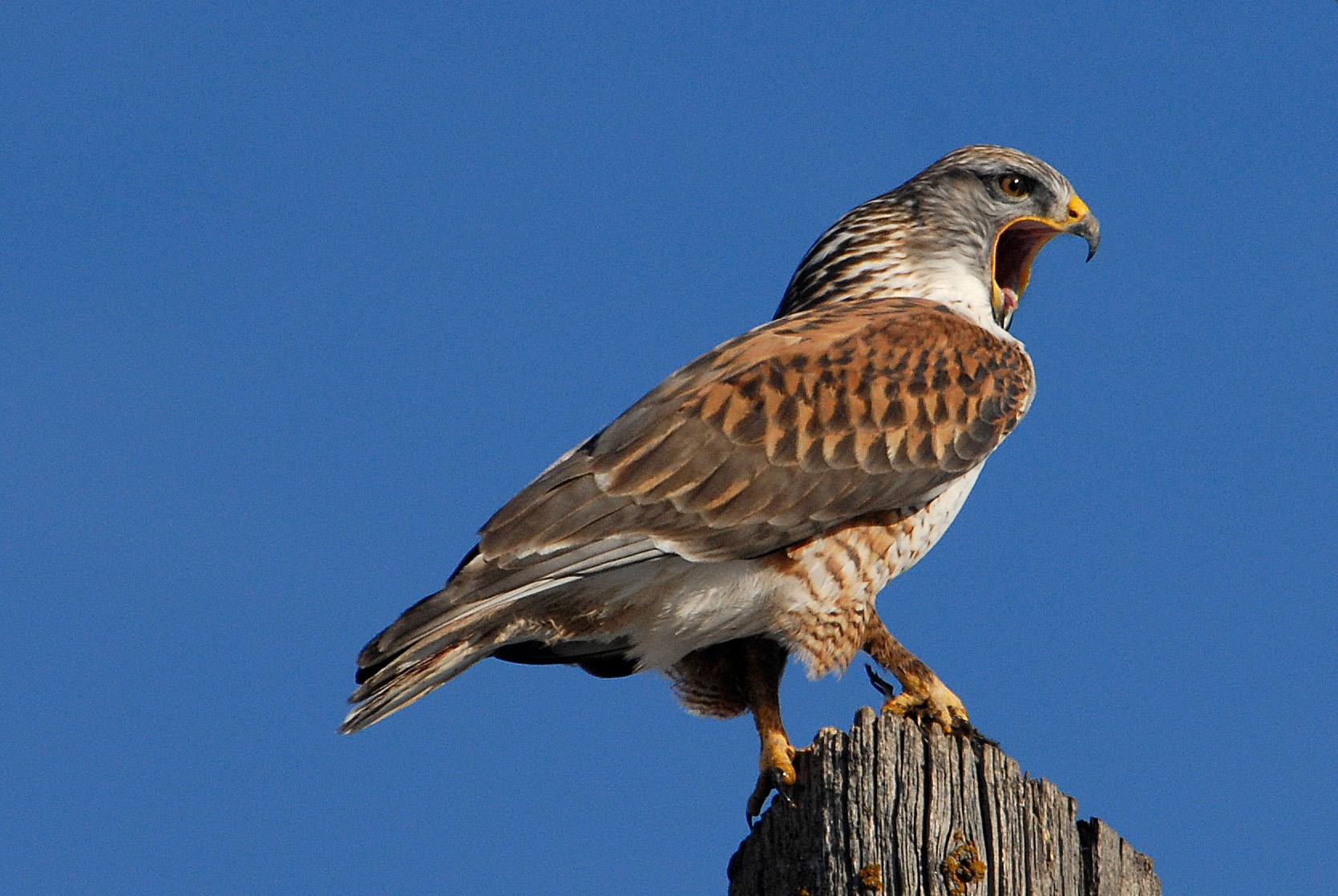
Königsbussard (Buteo regalis)

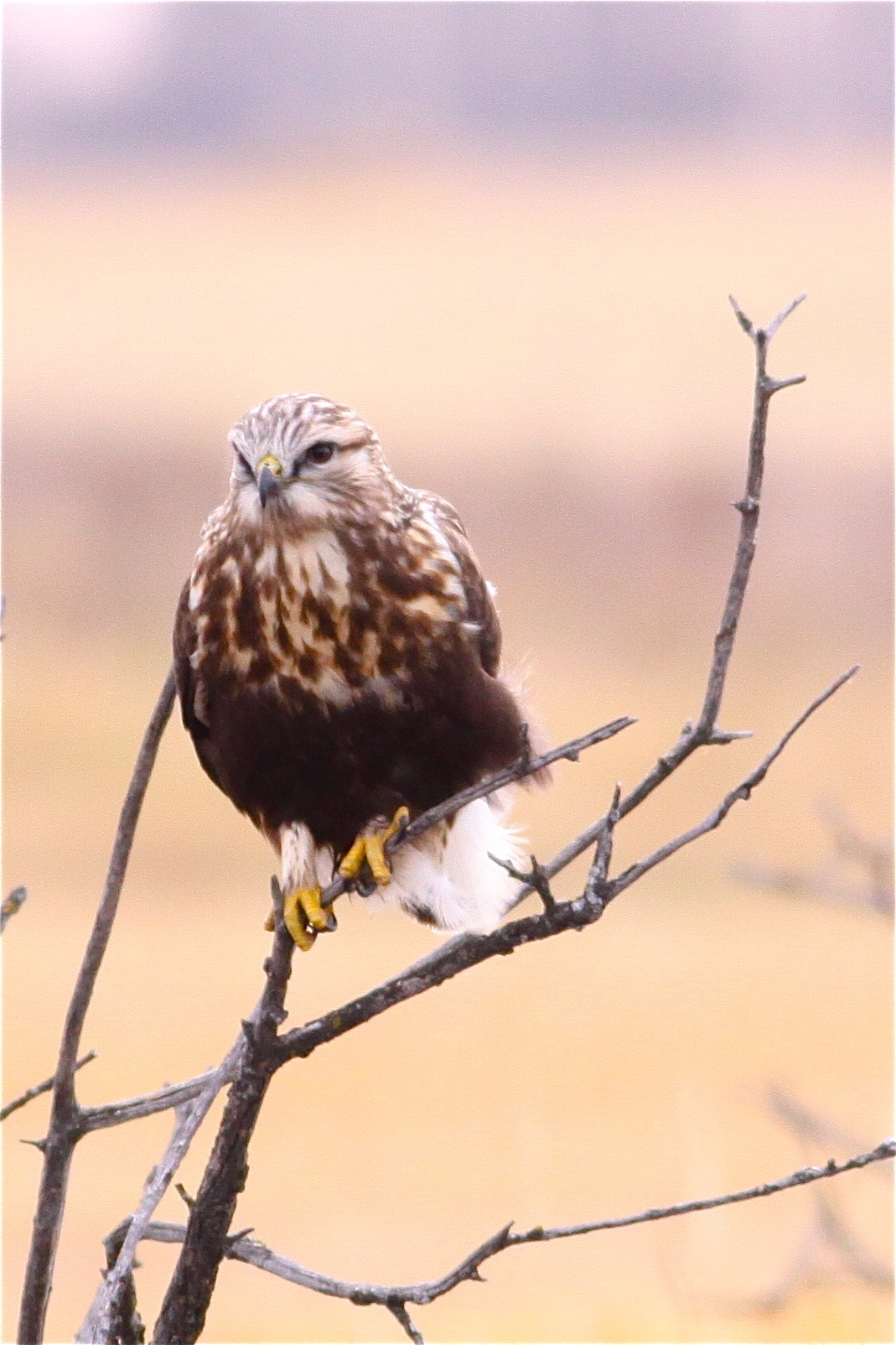
Raufußbussard (Buteo lagopus)

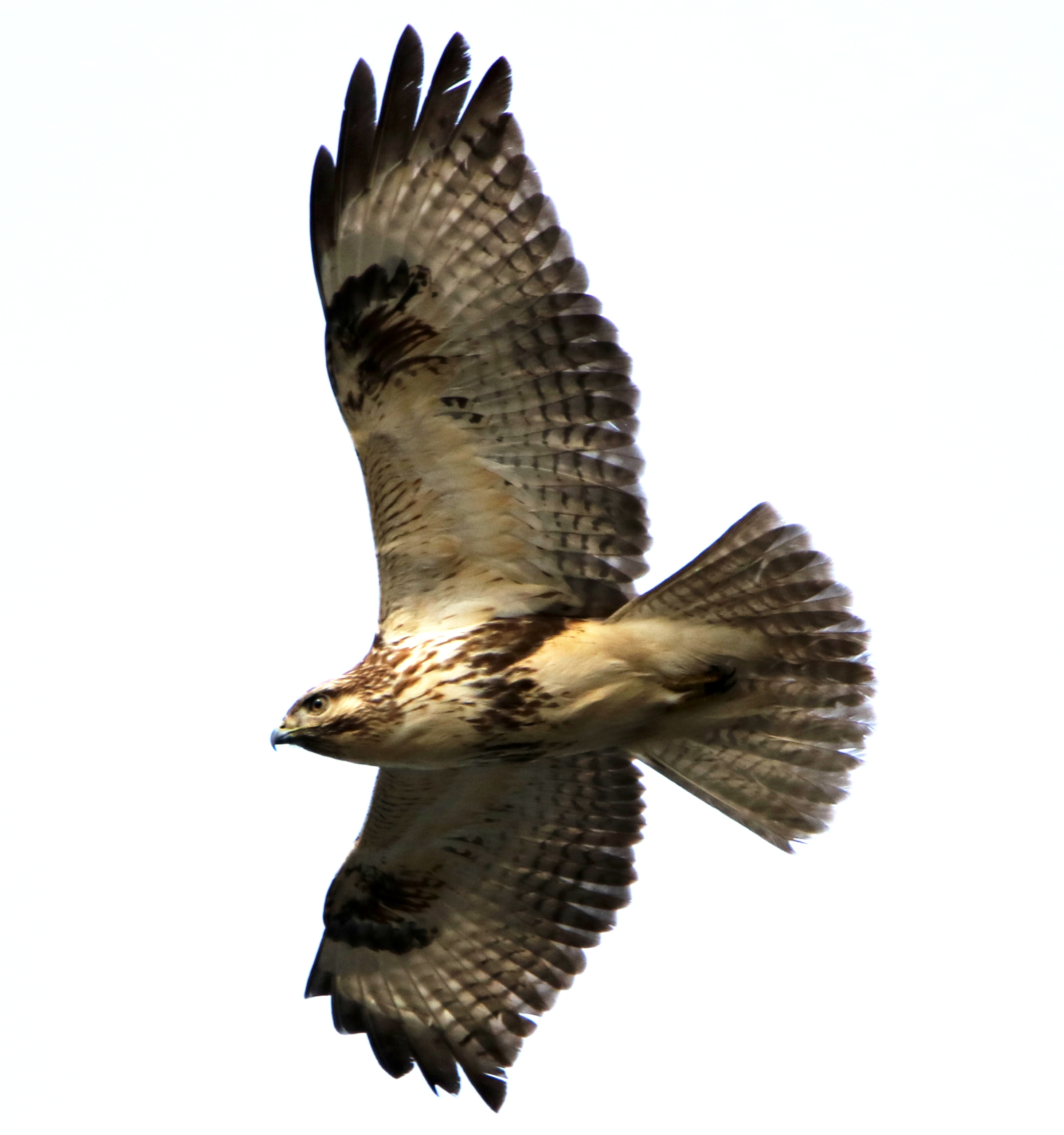
Taigabussard (Buteo japonicus) im Flug

- Silberbussard (Buteo nitidus) oder Zweibindenbussard
- Rotschulterbussard (Buteo lineatus)
- Haitibussard (Buteo ridgwayi)
- Breitflügelbussard (Buteo platypterus) oder Breitschwingenbussard
- Weißkehlbussard (Buteo albigula)
- Kurzschwanzbussard (Buteo brachyurus)
- Hawaiibussard (Buteo solitarius)
- Präriebussard (Buteo swainsoni)
- Galápagosbussard (Buteo galapagoensis)
- Rußbussard (Buteo albonotatus)
- Rotschwanzbussard (Buteo jamaicensis)
- Magellanbussard (Buteo ventralis) oder Andenbussard
- Königsbussard (Buteo regalis)
- Raufußbussard (Buteo lagopus)
- Mongolenbussard (Buteo hemilasius) oder Hochlandbussard
- Taigabussard (Buteo japonicus)
- Tibetbussard (Buteo refectus) oder Tibetbussard (Buteo burmanicus), s. u.
- Adlerbussard (Buteo rufinus)
- Kapverdenbussard (Buteo bannermani)
- Socotrabussard (Buteo socotraensis)
- Mäusebussard (Buteo buteo)
- Kapbussard (Buteo trizonatus)
- Bergbussard (Buteo oreophilus)
- Somalibussard (Buteo archeri) oder Archerbussard
- Rostnackenbussard (Buteo auguralis)
- Madagaskarbussard (Buteo brachypterus)
- Augurbussard (Buteo augur)
- Felsenbussard (Buteo rufofuscus) oder Schakalbussard

Nicht mehr in der Gattung (Buteo) geführt werden nach IOC World Bird List Version 11.2, 2021 und Deutsche Vogelnamen Stand 2020 (außer dem dort fehlenden Tibetbussard (Buteo refectus), als Tibetbussard (Buteo burmanicus) bezeichnet):
- Rotrückenbussard (Geranoaetus polyosoma), früher Buteo polyosoma
  - G. p. poecilochrous, früher (Buteo poecilochrous), jetzt Unterart des Rotrückenbussards (Geranoaetus polyosoma)
- Wegebussard (Rupornis magnirostris), früher Buteo magnirostris
- Weißbürzelbussard (Parabuteo leucorrhous), früher Buteo leucorrhous

### Superspezies
Der Mäusebussard, Adlerbussard, Hochlandbussard, Bergbussard und der Madagaskarbussard bilden zusammen eine Superspezies.